# Holy Hell (альбом Architects)
Holy Hell — восьмой студийный альбом британской металкор-группы Architects, вышедший 9 ноября 2018 года. Он стал первым альбомом, выпущенным группой после смерти основателя и автора песен Тома Сирла. Его место занял бывший туровый гитарист Architects Джош Миддлтон, который вместе с Дэном Сирлом, ударником и братом Тома, стал продюсером альбома. Holy Hell предшествовала песня «Doomsday», которая сначала была выпущена как отдельный сингл, но позже вошла в треклист, а также три сингла: «Hereafter», «Royal Beggars» и «Modern Misery».
Альбом получил положительные отзывы критиков, некоторые из них назвали его лучшей записью в дискографии группы. Holy Hell занял третью строчку в годовом рейтинге Metacritic, а также был номинирован на Kerrang! Awards 2019.

## Предыстория
Гитарист и основатель Architects Том Сирл скончался 20 августа 2016 года после трёх лет борьбы с раком кожи. Группа тяжело переносила его смерть: Сэм Картер, вокалист Architects, в конце европейского тура перед выступлением в Brixton Academy думал, что это последний раз, когда он сможет выйти на сцену.
7 сентября 2017 года группа выпустила песню «Doomsday», над которой работал Том во время записи альбома All Our Gods Have Abandoned Us. По словам Сэма Картера, вокалиста Architects, «Doomsday» стала самой успешной песней группы. В начале 2018 года Architects организовали выступление в Александра-палас вместе с While She Sleeps и Counterparts. Несмотря на то, что концертный зал имел вместимость в 10 000 человек, группе удалось собрать солд-аут, тем самым выступление стало самым крупным в их карьере.

## Создание и запись
Через две недели после выступления в Brixton Academy Джош Миддлтон, туровый гитарист группы и участник Sylosis, отправил Дэну Сирлу несколько демозаписей, после чего они стали основными авторами альбома. После окончания записи новых песен группа стала готова продолжать выступления. К моменту, когда группа решила выпустить «Doomsday» как сингл, было написано ещё пять других песен.
Несмотря на то, что до смерти брата Дэн никогда не писал тексты к песням, на Holy Hell он стал основным автором. По его словам:

Для меня, в общих чертах, Holy Hell посвящен боли: тому, как мы пропускаем боль через себя, миримся с болью и живём с болью. Боль ценна, потому что благодаря ей мы учимся и растём.
Оригинальный текст (англ.)For me, broadly speaking Holy Hell is about pain: the way we process it, cope with it, and live with it; There is value in pain. It’s where we learn, it’s where we grow.
— 
Сирл был вдохновлён темой религии, которую часто затрагивал его брат в своих песнях, а также такими сопоставлениями и метафорами, как «рай и ад» и «ангелы и демоны».

## Выпуск
13 июля 2018 года группа выпустила версию «Doomsday», исполненную на пианино. 10 сентября Architects выложили тизер, содержащий оркестровую версию песни «Memento Mori» с All Our Gods Have Abandoned Us, но удалили его в тот же день. 12 сентября группа опубликовала первый сингл с альбома, получивший название «Hereafter», а также клип на него. Второй сингл, «Royal Beggars», был опубликован 3 октября, а третий, «Modern Misery» — 28 октября. 17 октября группа выпустила документальный фильм «Holy Ghost», посвящённый событиям, предшествующим написанию и выпуску альбома.
В поддержку Holy Hell группа организовала европейский тур вместе с Polaris и Beartooth, начавшийся в декабре 2018 года в Москве, Санкт-Петербурге и Киеве и продолжившийся в январе-феврале 2019 года в Великобритании и Европе. Тур стал самым большим за историю группы. В 2019 году группа анонсировала тур по США и Канаде с группами Thy Art Is Murder и While She Sleeps.

## Музыкальный стиль
Многие критики отмечали, что по структуре и музыкальной составляющей альбом схож с предыдущими записями группы (All Our Gods Have Abandoned Us и Lost Forever // Lost Together). Тем не менее обозреватель Metal Hammer Люк Мортон писал, что Holy Hell не является прямым продолжением All Our Gods Have Abandoned Us, и сравнивал его с творчеством таких групп, как Gojira и Meshuggah. По его мнению, из-за этих сравнений альбом является менее доступным для слушателя, чем предыдущие записи Architects.
Несмотря на то, что некоторые обзорщики критиковали группу за «формульность» звучания, Simon с сайта Sputnikmusic писал, что группа «понемногу эволюционирует» и не следует жанровым трендам. Многие критики положительно отмечали присутствие на альбоме электронных элементов и струнных партий, а также выделяли песню «The Seventh Circle», которая по мнению Simon является одним из самых тяжелых треков группы со времён их третьего альбома Hollow Crown.
Основным элементом «эволюции» Architects Simon назвал контекст альбома. Обозреватель New Musical Express Том Конник писал, что Holy Hell привязан к нему возможно сильнее, чем любая другая запись до него: рецензент отмечал, что Дэн Сирл смог переделать «опустошающие» тексты брата с предыдущего альбома во «что-то, вселяющее надежду», тем самым группа смогла продолжить то, что начал Том. Обозревать The Guardian Дэйв Симпсон отмечал, что группа отошла от привычных её политических и экологических тем в сторону более личных. Другой рецензент Sputnikmusic, Channing Freeman, в своём обзоре писал, что если All Our Gods Have Abandoned Us — это горькое прощание Тома Сирла с миром, то Holy Hell — это прощание группы с Томом. Также он отмечал, что если без контекста песни можно было критиковать как «переосмысление» текстов Тома, то на альбоме они звучат как дань уважения основателю группы.

## Рецензии
| Совокупная оценка   | Совокупная оценка |
| Источник            | Оценка            |
| ------------------- | ----------------- |
| Metacritic          | 90/100            |
| Оценки критиков     |                   |
| Источник            | Оценка            |
| New Musical Express | [ 1 ]             |
| Kerrang!            | [ 27 ]            |
| The Guardian        | [ 26 ]            |
| AllMusic            | [ 19 ]            |
| DIY                 | [ 2 ]             |
| Clash               | 8/10              |
| Sputnikmusic        | 3.5/5 4.0/5       |
| Metal Injection     | 10/10             |
| Metal Hammer        | [ 22 ]            |
| Exclaim!            | 8/10              |

Альбом получил положительные отзывы критиков. На сайте-агрегаторе Metacritic он получил оценку 90/100, тем самым став третьим альбомом года по версии агрегатора. Тем не менее из-за небольшого количества рецензий Holy Hell не вошёл в основной годовой отчёт Metacritic, а был включён в рубрику «Under-the-radar» (с англ. — «вне поля зрения»), в которой занял второе место.
Том Конник из New Musical Express поставил альбому 5 звёзд из 5. В своём обзоре он назвал Holy Hell «современной классикой металкора» и охарактеризовал его как лучший альбом в карьере Architects. Также он отметил, что несмотря на огромное влияние Тома Сирла, новый гитарист группы Джош Миддлтон также хорошо проявил себя на альбоме, и потому «заслуживает быть отмеченным». Leon TK c сайта Metal Injection назвал альбом шедевром, который нельзя разбить на части. Дэйв Симпсон из The Guardian, оценивший альбом в 4 из 5, отметил, что группа превзошла себя не только в текстовой составляющей, но и в музыкальном плане, и местами на альбоме встречаются «почти классические мелодии». Джеймс Кристофер Монгер из AllMusic также оценил альбом в 4 балла из 5. По его словам, Джош Миддлтон впечатляюще дебютировал на месте гитариста, Дэн Сирл остался одним из наиболее энергичных ударников своего жанра, а Сэм Картер проявил себя ещё сильнее, чем обычно, на таких треках, как «Doomsday», «Hereafter» и «Death Is Not Defeat». Бен Типпл из DIY также назвал Holy Hell лучшим альбомом в дискографии группы и отметил, что вместо того, чтобы «прятаться от неминуемой печали», группа полностью приняла боль и отразила реальность потери на альбоме, «полном страха, злости, разочарования и замешательства». Данни Ливерс из Clash в своём обзоре отметила, что, хотя Дэн Сирл и писал тексты к песням впервые, он прекрасно справился со своей работой, а «бросающий вызов лёгким» голос Сэма Картера не вызывает ничего, кроме изумления. Также она отметила, что альбом вышел не таким «гимнообразным», как его предшественник, All Our Gods Have Abandoned Us, но при этом получился «удивительно человечным».
Люк Мортон из Metal Hammer в своём обзоре не поддерживал мнение, что Holy Hell — это лучший альбом группы: по его мнению, по сравнению с двумя предыдущими записями альбом «имеет трещины». Однако обозреватель всё равно назвал Holy Hell «не идеальной, но победой». Channing Freeman с сайта Sputnikmusic отозвался об альбоме ещё сдержаннее, оценив его в 3.5 балла из 5. При этом он высоко оценил гитарные риффы на «Hereafter» и «Mortal After All», назвав их одними из лучших в карьере группы, и похвалил «мощную» вокальную партию Сэма Картера на «Death is Not Defeat». Тем не менее обозреватель отмечал, что музыка на альбоме «слишком стерильна»: так, партия ударных всегда следует ритм-секции гитары, а оркестровые вставки часто аккомпанируют электронной перкуссии, которая звучит ровно так же, как и на All Our Gods Have Abandoned Us.
Журнал Kerrang! дал альбому максимальную оценку, а многие его редакторы назвали Holy Hell одним из десяти лучших альбомов года. Также альбом был номинирован на Kerrang! Awards 2019, но проиграл Prequelle группы Ghost. New Musical Express поставили Holy Hell на 60 позицию в списке ста лучших альбомов 2018 года. Журнал Loudwire поставил альбом на 22 место среди лучших метал-альбомов десятилетия.

## Список композиций
Все тексты написаны Дэном Сирлом и Джошем Миддлтоном, вся музыка написана Architects; Том Сирл являлся соавтором нескольких песен, но группа не стала раскрывать, каких именно, чтобы «эта информация не влияла на восприятие песен».
| №                   | Название              | Длительность |
| ------------------- | --------------------- | ------------ |
| 1.                  | «Death Is Not Defeat» | 3:45         |
| 2.                  | «Hereafter»           | 4:15         |
| 3.                  | «Mortal After All»    | 3:39         |
| 4.                  | «Holy Hell»           | 4:13         |
| 5.                  | «Damnation»           | 4:08         |
| 6.                  | «Royal Beggars»       | 4:01         |
| 7.                  | «Modern Misery»       | 4:13         |
| 8.                  | «Dying to Heal»       | 3:50         |
| 9.                  | «The Seventh Circle»  | 1:48         |
| 10.                 | «Doomsday»            | 4:08         |
| 11.                 | «A Wasted Hymn»       | 4:34         |
| Общая длительность: | Общая длительность:   | 42:36        |

## Чарты
| Чарт (2018)                                   | Высшая позиция |
| --------------------------------------------- | -------------- |
| Австралия (ARIA)                              | 8              |
| Австрия (Ö3 Austria)                          | 13             |
| Бельгия/Фландрия (Ultratop)                   | 34             |
| Бельгия/Валлония (Ultratop)                   | 79             |
| Канада (Canadian Albums Chart)                | 72             |
| Нидерланды (Album Top 100)                    | 85             |
| Финляндия (Suomen virallinen lista)           | 34             |
| Франция (SNEP)                                | 108            |
| Германия (Offizielle Top 100)                 | 7              |
| Италия (FIMI)                                 | 88             |
| Шотландия (Scottish Albums Chart)             | 17             |
| Швейцария (Schweizer Hitparade)               | 17             |
| Великобритания (UK Albums Chart)              | 18             |
| Великобритания (UK Rock & Metal Albums Chart) | 1              |
| США (Billboard Top Hard Rock Albums)          | 5              |
| США (Billboard Independent Albums)            | 3              |
| США (Billboard Top Rock Albums)               | 14             |
| США (Billboard 200)                           | 89             |

## Участники записи
Данные с CD-издания альбома.

| - Сэм Картер — вокал - Дэн Сирл — ударные, музыкальное программирование, продюсер - Алекс Дин — бас-гитара - Том Сирл — гитара - Адам Кристиансон — гитара - Джош Миддлтон — гитара, продюсер | - Адам «Nolly» Гетгуд — звукоинженер, сведение - Робин Адамс, Джоэл Гамильтон и Джордон Попп — помощь со сведением - Уилл Харви и The Parallax Orchestra — струнные - Питер Майлс — звукоинженер (струнные) - Джордан Фиш (Bring Me the Horizon) — дополнительный продакшн на «Doomsday» - Амели Сирл-Десбиенс — дополнительный вокал - Эрмин Хамидович — мастеринг | - Дэн Хиллиер — обложка - Джон Бармби — разметка |